# Николаевски район (Одеска област)
Николаевски район (на украински: Миколаївський район; на руски: Николаевский район) се намира в североизточната част на Одеска област, Украйна. Общата му площ е 1093 км2. Съставен е от 1 посьолок и 12 селски местни съвета. Негов административен център е селището от градски тип Миколаивка. Според преброяването през 2001 г. населението му е 20 153 души.

## Население

### Етнически състав
Численост и дял на етническите групи според преброяването на населението през 2001 г.:
| Етническа група | Численост | Дял (в %) |
| Общо            | 20 153    | 100.000   |
| --------------- | --------- | --------- |
| Украинци        | 18 501    | 91.80     |
| Молдовци        | 739       | 3.66      |
| Руснаци         | 493       | 2.44      |
| Арменци         | 187       | 0.92      |
| Българи         | 59        | 0.29      |
| Беларуси        | 52        | 0.25      |
| Гагаузи         | 22        | 0.10      |
| Цигани          | 14        | 0.06      |
| Поляци          | 12        | 0.05      |
| Тюркмени        | 10        | 0.04      |
| Други           | 63        | 0.31      |
| Незаписани      | 1         | 0.004     |